# Orimarga soluta
Orimarga soluta là một loài ruồi trong họ Limoniidae. Chúng phân bố ở miền Australasia.